# Sybilla Sorondo Myelzwynska
Sybilla Sorondo Myelzwinska (Nova York, 1963) és una dissenyadora de moda resident a Espanya.

## Biografia
El seu pare és un diplomàtic argentí i la seva mare polonesa va ser creadora de moda sota el nom Comtessa Sybilla de Saks Fifth Avenue.
Es trasllada a Madrid amb el seu pare i des de jove va començar a fer vestits amb l'ajuda d'una modista que treballava a casa, basant-se en el que veia a les botigues. Als disset anys viatja a París, on va aprendre al taller de costura amb Yves Saint Laurent.
El 1983, de tornada a Madrid, presenta al pavelló Jacobo Siruela la seva primera col·lecció composta per 40 vestits fets a mida per a un cercle de clients i d'amics, on mostra el seu estil personal amb peces envoltants inspirades en la natura i amb teixits gairebé sempre agafats del rastre madrileny o de magatzems de velles botigues.
Després d'aquest esdeveniment alguns clients li van encarregar peces a mida. Malgrat el seu èxit, Sybilla afirma el 1984 no voler vendre a botigues, sinó que vol fer peces úniques.

## Trajectòria professional
El 1985 va presentar la seva primera col·lecció de prêt-à-porter al Saló Gaudí de Barcelona, que va suposar el seu llançament professional i comercial posant a la venda la seva primera col·lecció de sabates, al costat d'un equip de col·laboradors que l'ajudaran durant molts anys: la seva amiga Gemma, al costat de la qual dissenyarà per a l'empresari d'Elx Rafa Boix un parell de col·leccions de sabates que es van presentar amb èxit en fires de Milà i Nova York sota la marca Sybilla i Gemma. En aquest mateix moment ampliava les línies d'accessoris i perfums.
Signa amb el productor Albert Guardione un contracte de llicència, començant així la producció industrial de les col·leccions de roba i la seva distribució a nivell nacional. És el naixement de la marca Sybilla. Les creacions que produeix Guardione es presenten en fires fora dels circuits firals de Milà i de París. Sybilla rep comandes de grans magatzems internacionals com Biffi, Bergdorf Goodman i Victoire.
Sybilla coneix als fotògrafs Javier Valhonrat i Juan Gatti. El trio produirà en els anys següents les seves famoses imatges publicitàries i es convertiran en l'equip visual de la dissenyadora.
El 1987 va obrir una botiga al carrer Jorge Juan a Madrid i José María Juncabella, president d'Indústries Burés, ofereix a Sybilla la possibilitat de llançar una línia de roba de llit, que complementi seves col·leccions i la botiga és decorada amb la seva estil propi com una casa particular.
Al febrer de 1988, i amb només 25 anys va rebre l'Agulla d'Or de Dafnis, a més la reina Sofia d'Espanya li concedeix el premi Balenciaga, creat pel Centre de Promoció del Disseny de Moda del Ministeri d'Indústria que es proposa fomentar l'expansió i el prestigi de la moda espanyola al món.
L'incipient èxit de Sybilla a la premsa internacional desperta l'interès del matrimoni Zuccoli, propietari de la fàbrica de confecció Gibo i productor del prêt-à-porter de l'estrella del moment, Jean Paul Gaultier. Els Zuccoli li proposen una nova llicència i desfilar a Milà el 1988 convertint-se en esdeveniments multitudinaris. El seu nom apareix en articles de Vogue França, The Face, The New Yorker, Vogue Itàlia, Vanity Fair, Glamour, Llei, ID.
Sybilla és present al Japó des de 1989 al costat de l'empresa tèxtil Itokin, el gegant japonès de la confecció. A la primavera, presenta a Tòquio la col·lecció d'hivern Aeroport, una desfilada que planteja com una paròdia del seu propi estil de vida: viatges constants, sessions de fotos, i escassos descansos. Aquell mateix any es produeix el llançament d'un perfum i una línia de cosmètics a què titula com Recent, per Shiseido i que és comecializada únicament al Japó.
No obstant això concebre i realitzar una desfilada cada sis mesos i amb aquest últim llançament es comencen a evidenciar els primers símptomes d'esgotament i Sybilla comença a plantejar abandonar les desfilades com a forma obligatòria de presentar col·leccions.
El 1990 fa desfilades a Milà, Madrid i Tòquio amb la col·lecció d'hivern Bones i dolentes. Aquestes creacions representen un canvi significatiu en la seva carrera. Animada per la quantitat i qualitat de mitjans que posseeix la indústria italiana seu patronatge es fa més complex i comença a utilitzar materials cada vegada més exquisits.
El 1991 fa la seva darrera desfilada, una performance teatral amb la que presenta una col·lecció plena d'energia.
S'inaugura al Palais Galliera de París l'exposició Le monde selon ses Créateurs, i Sybilla participa al costat de Vivienne Westwood, Gaultier, Romeo Gigli, Martin Margiela i Jean Charles de Castellbajac.
El 1992, Sybilla obre una boutique a París al carrer Jean-Jacques Rousseau.
El 1993, signa la primera col·lecció de Jocomomola per al Japó, que neix amb un gran estil optimista que no es percep només a la roba o els complements sinó també en la decoració de les botigues. Sybilla s'empra a fons en donar-li una personalitat potent i la seva fi és allunyar-se al màxim de la marca mare.
El 1994, Sybilla aconsegueix que la seva roba es vengui per si mateixa al Japó.
El 1996, Louis Vuitton, li encarrega entre altres dissenyadors a Sybilla, el disseny d'una bossa utilitzant el seu clàssic monogram per celebrar el centenari de la marca. Sybilla construeix una motxilla amb paraigua incorporat que titula "Shopping in the rain". El 1996 dissenya també el vestit Espanya.
El 1997 crea una línia de vestits de festa: Sybilla nit. El 1988 signa llicències a Espanya sota el nom de Sybilla casa.
El 2000 es presenta Sybilla nit a París de forma privada, que són un gran èxit.
El 2005 es va separar de la seva signatura i va ser llavors quan es va vendre gran part de l'empresa i va cedir la gestió. En aquests anys es va refugiar a Mallorca on va crear un centre d'estudis dedicat a la sostenibilitat i la transformació social.
Va continuar dissenyant per Japó, va visitar les ballarines Sara Baras o Tamara Rojo i desenvolupar Fabrics for Freedom, amb la qual pretén sensibilitzar la indústria tèxtil sobre el consum de teixits responsables.

### Estil-idealisme
Sybilla no vol ser una "gran dissenyadora", ni una fashion star, ni molt menys un personatge públic. Vol simplement fer roba i es defineix millor amb el contrast fent conviure aspectes que de primeres podrien semblar irreconciliables: com la funcionalitat i la seducció, la sorpresa i la discreció, la sensualitat i l'humor.
En tota l'obra de Sybilla s'intueix una persona idealista que es proposa millorar el món que l'envolta per fer-lo més suggerent, més sensible i menys anodí, una artista en el sentit ampli del terme i el seu treball abasta tota mena de peces o objectes, des d'un paraigua fins a una vela, passant per abrics, sabates o bosses.
La primera col·lecció va constituir un desafiament a l'estil power woman imperant en la dècada dels 80, presentant en els seus inicis, col·leccions molt aclamades per un creixent nombre d'adeptes amb recursos com niu d'abella gegant, trompe-l'oeil, superposicions, peces modelables amb filferros interns, brodats, comptes, i accessoris excèntrics.

### Vestit Espanya
Sybilla va crear un vestit en crespó de seda negre, que perfila i realça el cos de la dona. D'escot rodó al pit i a l'esquena, no té mànigues sinó tirants. Presenta una caiguda reforçada per un folre de la mateixa tela que el vestit. És llarg fins a terra i acaba en una petita cua a la part posterior.
La línia del vestit, d'acord amb el minimalisme que impera a mitjans dels 90, és sòbria i depurada. L'originalitat del seu disseny està focalitzada en la seva part davantera, més concretament al tors, confeccionat a base de formes retallades i arrodonides, unides amb fils de niló invisibles, formant una mena de mosaic sense arestes, eliminant tot el superflu fins i tot les costures.
El dibuix que forma el collage, plasma en aquestes formes els estereotips que caracteritzen la cultura espanyola, com són el toro, el sol i la creu llatina que simbolitza la importància de la religió.
Sybilla no només reprèn la idea del LBD litle black dress molt assumit en el món de la moda gràcies a Chanel, sinó que també connecta amb la més pura tradició del color negre en la indumentària espanyola.

## Premis i exposicions
El 1988, amb només 25 anys va rebre l'Agulla d'Or de Dafnis i el Premi Balenciaga, creat pel Centre de Promoció del Disseny de Moda del Ministeri d'Indústria. El 2003 celebra els seus vint anys en la professió amb una brillant exposició retrospectiva a Barcelona. El març de 2014 el Ministeri de Cultura d'Espanya li va concedir la Medalla d'Or al Mèrit en les Belles Arts. Que arriba just en el moment en què recupera el control de l'empresa i de les marques.
Va obrir el seu arxiu a Olivier Saillard, comissari de les exposicions Histoire idea-de la mode contemporaine Vol. I i Vol. II al Museu de les Arts Decoratives de París, el 2010 i 2011 respectivament. Allí compartí espai amb Jean Paul Gaultier, Alaïa o Christian Lacroix. Exhibició Modes Gitanes amb un vestit inspirat en el conegut paquet de cigarrets.